# Új Szerbia
Az Új Szerbia (szerbül Hoвa Cpбиja, Nova Srbija (NS)) egy szerbiai monarchista politikai párt, melyet 1998-ban alapítottak meg olyan politikusok, akik korábban a Szerb Megújhodási Mozgalom színeiben politizáltak.

## Története
2000-ben a Szerbiai Demokratikus Ellenzék koalíciójának részeként indultak. 2002-ig a kormány külső támogatói voltak.
2014-ben és 2016-ban a Szerb Haladó Párt koalíciójának részeként indultak. 2017-ig a kormány külső támogatói voltak, utána a 2020-as választásig ellenzékben politizáltak.
A 2020-as parlamenti választáson a párt történetében először nem jutott be a parlamentbe.

## Külső hivatkozások
- honlap